# Фещенко Степан Федорович
Степа́н Фе́дорович Фе́щенко (нар. 13 березня 1903, Чорнобиль — після 1980) — український математик-механік. Доктор фізико-математичних наук (1953). Професор (1955).

## Біографія
1929 року закінчив Київський інститут народної освіти. 1942 року став кандидатом фізико-математичних наук.
Викладач Київського авіаційного інституту (1937—1939) та Київського політехнічного інституту (1940—1941, 1947—1967), співробітник Математичного інституту АН УРСР.
Праці з теорії руху систем трьох тіл (1934—1939) з врахуванням дій пертурбації, які через 25 років стали основою розрахунків орбіт літаючих апаратів у міжпланетних просторах; фахівець з асимптотичного розв'язання лінійних диференціальних рівнянь зі змінними граничними умовами. Майже всі праці Фещенка з'явилися українською мовою. 

## Політична позиція
22 серпня 1936 року доніс на свого друга М. Х. Орлова, якого після цього розстріляли, а також на академіка М. П. Кравчука, який помер у неволі.